# Henrik Fagerli Rukke
Henrik Fagerli Rukke (* 20. Oktober 1996) ist ein norwegischer Eisschnellläufer.

## Werdegang
Rukke startete international erstmals bei den Olympischen Jugend-Winterspielen 2012 in Innsbruck. Dort belegte er jeweils den 14. Platz über 1500 m und im Massenstart und den neunten Rang im 2 × 500-m-Lauf. Im Dezember 2015 debütierte er in Heerenveen im Eisschnelllauf-Weltcup und errang dabei die Plätze 23 und 21 im B-Weltcup über 500 m, den 22. Platz im B-Weltcup über 1000 m und den siebten Platz im Teamsprint. Zu Beginn der Saison 2017/18 erreichte er in Heerenveen und in Calgary jeweils mit dem zweiten Platz im Teamsprint seine ersten Podestplatzierungen im Weltcup. Im Januar 2018 kam er bei den Europameisterschaften in Kolomna auf den 14. Platz über 1000 m auf den zehnten Rang über 500 m und auf den vierten Platz im Teamsprint. Beim Saisonhöhepunkt, den Olympischen Winterspielen 2018 in Pyeongchang, lief er auf den 32. Platz über 1000 m und auf den 28. Rang über 500 m. Im März 2018 belegte bei der Sprintweltmeisterschaft in Changchun den 14. Platz und holte in Minsk im Teamsprint seinen ersten Weltcupsieg. Zu Beginn der Saison 2018/19 lief er beim Weltcup in Obihiro auf den zweiten Platz im Teamsprint.

## Persönliche Bestzeiten
- 500 m      34,70 s (aufgestellt am 3. Dezember 2017 in Calgary)
- 1000 m    1:08,91 min (aufgestellt am 2. Dezember 2017 in Calgary)
- 1500 m    1:48,91 min (aufgestellt am 19. März 2017 in Calgary)
- 3000 m    4:01,22 min (aufgestellt am 28. Februar 2015 in Hamar)
- 5000 m    7:17,44 min (aufgestellt am 8. Februar 2014 in Hamar)

## Weltcupsiege im Team
| Nr. | Datum            | Ort                 | Disziplin    |
| --- | ---------------- | ------------------- | ------------ |
| 1.  | 18. März 2018    | Minsk               | Teamsprint 1 |
| 2.  | 9. Dezember 2018 | Tomaszów Mazowiecki | Teamsprint 1 |